# Rotaliinae
Rotaliinae es una subfamilia de foraminíferos bentónicos de la familia Rotaliidae, de la superfamilia Rotalioidea, del suborden Rotaliina y del orden Rotaliida. Su rango cronoestratigráfico abarca desde el Coniaciense (Cretácico superior) inferior hasta la Mioceno inferior.

## Clasificación
Rotaliinae incluye a los géneros:
- Camagueyia †
- Cincoriola †
- Dictyoconoides †
- Dictyokathina †
- Kathina †
- Laffitteina †
- Lockhartia †
- Medocia †
- Orbitokathina †
- Praestorrsella †
- Redmondina †
- Reedella †
- Rotalia †
- Sakesaria †
- Smoutina †
- Soriella †
- Urnummulites †
- Yaucorotalia

Otros géneros considerados en Rotaliinae son:
- Conulites †, aceptado como Dictyoconoides
- Discorbula †, aceptado como Rotalia
- Indicola †, aceptado como Soriella
- Orduina †, aceptado como Kathina
- Praeindicola †, aceptado como Cincoriola
- Punjabia †, sustituido por Cincoriola
- Rotalie †, considerado subgénero de Orbulina, Orbulina (Rotalie), y aceptado como Rotalia
- Rotalites †, aceptado como Rotalia
- Sirelella
- Turbulina †, considerado subgénero de Orbulina, Orbulina (Turbulina), y aceptado como Rotalia